# Acer sino-oblongum
Acer sino-oblongum é uma espécie de árvore do gênero Acer, pertencente à família Aceraceae.